# ブール (フランスパン)

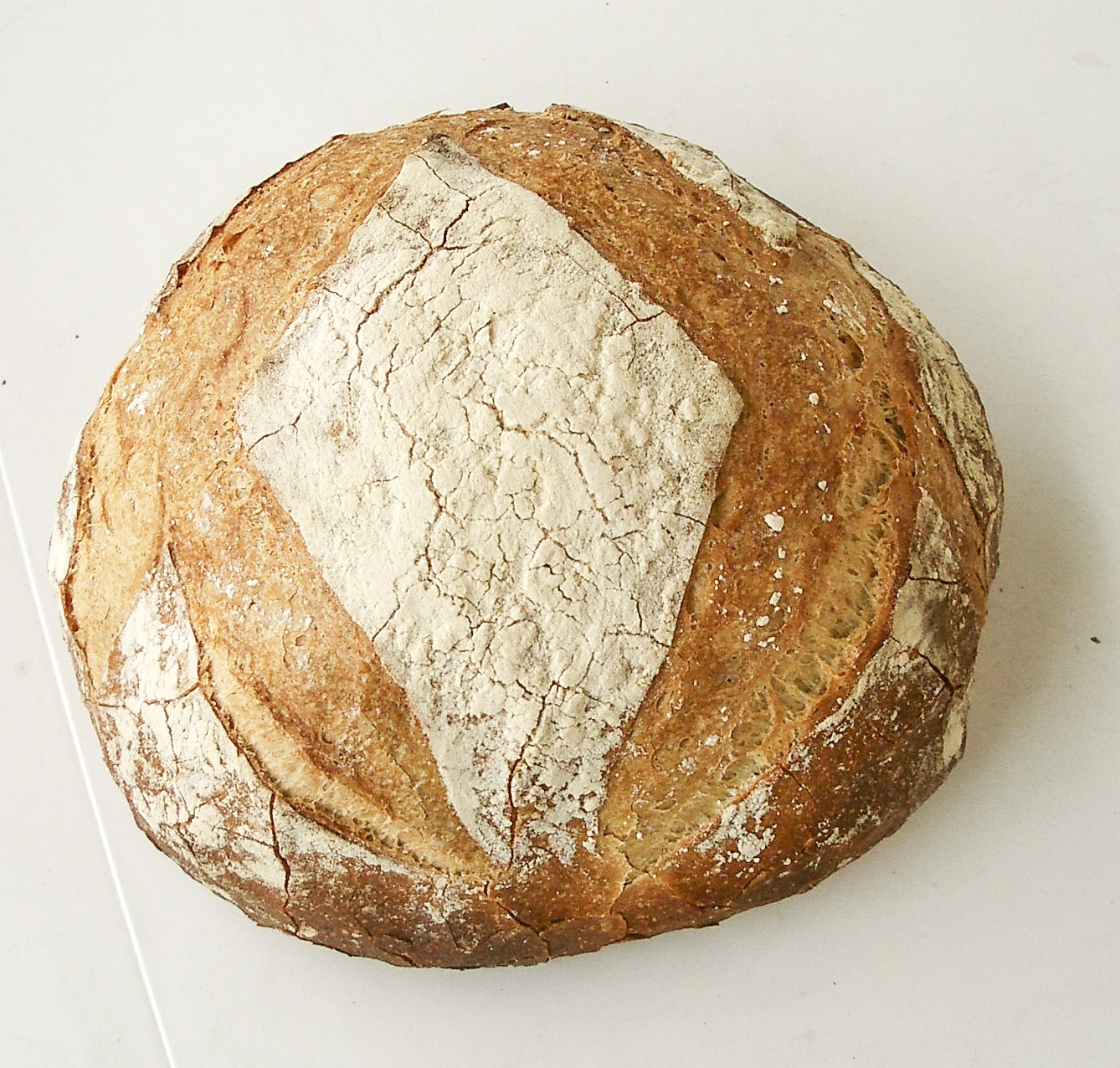
フランスパンのブールはボールを半分にしたような丸形である。

ブール（ フランス語: Boule）はフランス語で「ボール」を意味し、フランスパンで伝統的なパンで、ボールを半分に割ったような円形のものを指す。

## 概要
ブールは、あらゆる種類の小麦粉を使用して作ることができ、市販の酵母、化学的発酵、さらには野生酵母サワードウで発酵させることができる。
このパンの名前は、フランス人がパン職人を「ブーランジェ」（Boulanger、女性はブーランジェール Boulangère）、パン屋を「ブーランジュリー」（Boulangerie）と呼ぶ元になっている。

## 芸術に現れたブール

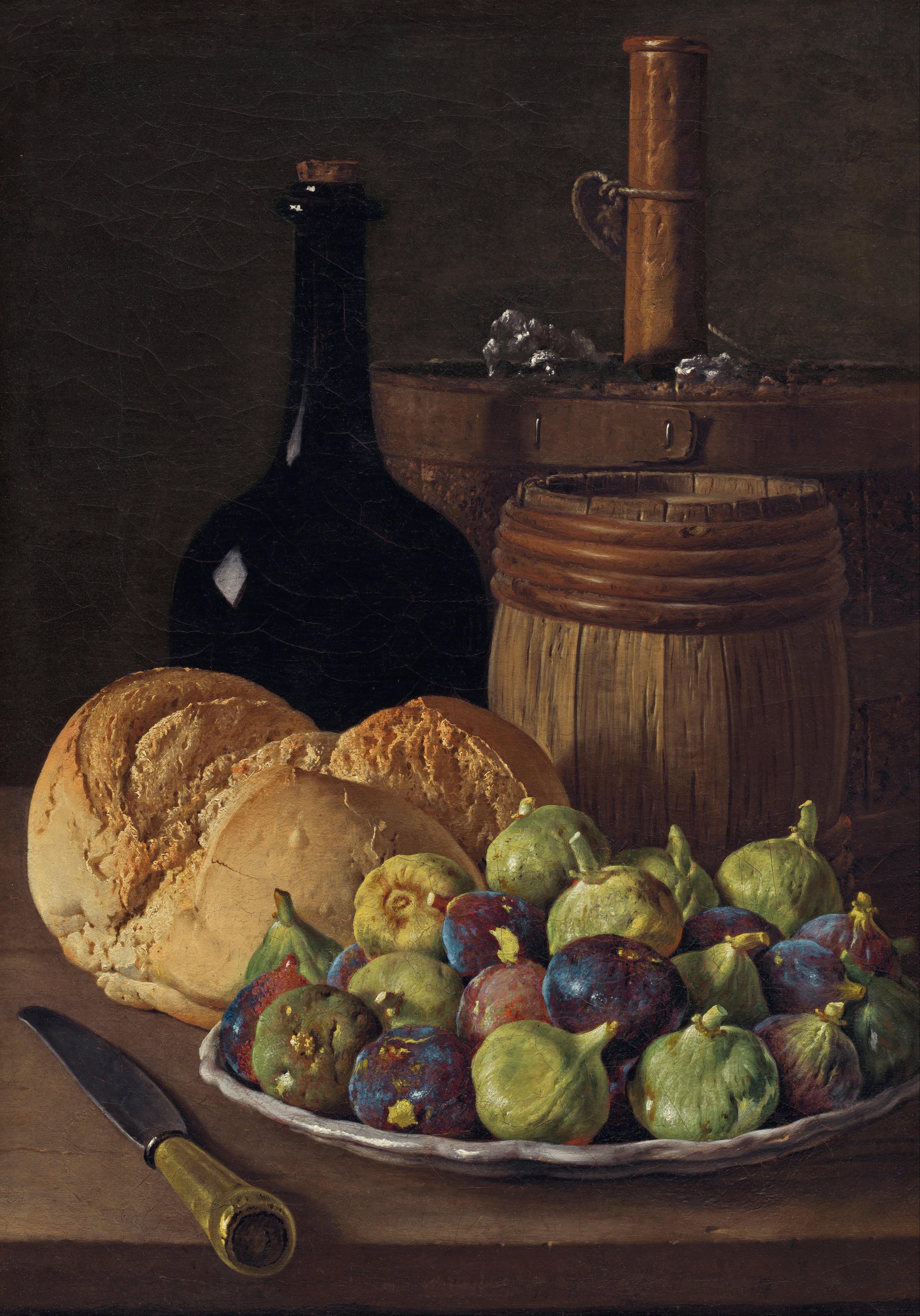
画家ルイス・メレンデスの静物画：ブール・パンとイチジク

ブールが芸術に現れるのは、ルネッサンスのオランダの画家ディルク・ボウツ（1415ー1475年）によるいくつかの絵画に登場する。スペインの画家ルイス・メレンデス（1716ー1780年）の静物画に現れて、高く評価されている。また、フランスのジャン・シメオン・シャルダン（1699ー1779年）の絵画にも登場する。

## 参照項目
- フランスパン
- バゲット
- パン・ド・カンパーニュ